# Chryseobacterium aquaticum subsp. greenlandense
Chryseobacterium aquaticum subsp. greenlandense ist ein Bakterium, das im Eis in Grönland gefunden wurde. Es ist kälteliebend (psychrophil) und toleriert hohem Druck (barophil). Der Eiskern, aus dem das Bakterium isoliert wurde, ist ca. 120.000 Jahre alt, was darauf schließen lässt, dass das Bakterium bei niedrigen Temperaturen und hohen Druck für Hunderttausende von Jahren lebensfähig bleiben kann.

## Merkmale
Chryseobacterium aquaticum subsp. greenlandense zählt zu den sogenannten Ultramikrobakterien (englisch Ultramicrobacteria), bei diesen Arten beträgt der Zellgrößendurchschnitt weniger als 0,1 μm3. Bei C. aquaticum subsp. greenlandense liegt die Zellgröße bei 0,6–1,2 μm in Länge und 0,4–0,5 μm in Breite, das durchschnittlichen Zellvolumen liegt bei 0,08 μm3. Auf der Zelloberflächen erscheinen kleine Knospen und kleine Ausstülpungen (englisch: "Blebs") auf der Oberfläche von Zellen. Hierbei ist unklar, ob es sich um die gleichen Strukturen handelt, wobei die kleinen Ausstülpungen unreife Knospen wären. Sie könnten auch unterschiedliche Funktionen haben.
Wachstum erfolgt bei Temperaturen zwischen 1 und 37 °C. Das Bakterium ist also psychorphil (kälteliebend). Da auch bei höheren Temperaturen (über 15 °C) noch Wachstum erfolgt, spricht man von der Eurypsychrophilie. Im Gegensatz hierzu steht die Stenopsychrophilie, hier ist Wachstum nur unter niedrigen Temperaturen (< 15 °C) möglich.
Die Zellen besitzen keine Flagellen, können sich aber wahrscheinlich gleitend fortbewegen, man spricht von gliding-motility. Bei den Kolonien kann das Schwärm-Phänom auftreten, die äußeren Ränder der Kolonien erscheinen ausgefranst, man spricht von rhizoiden Rändern der Kolonien (englisch:  rhizoid edges). Man nimmt an, dass unter bestimmten Umständen die Zellen sich gleitend fortbewegen, um neue Räume zu erschließen (sie "schwärmen aus"). Das Bakterium gibt Exopolymere an die Umgebung ab, wobei angenommen wird, dass sie der gleitenden Fortbewegung dienen.
Es folgt eine Tabelle mit Merkmalen im Vergleich mit einigen anderen Arten der Gattung:
|                            | C. aquaticum subsp. greenlandense | C. aquaticum            | C. soli              | C. soldanellicola |
| -------------------------- | --------------------------------- | ----------------------- | -------------------- | ----------------- |
| Zellgöße (Länge × Breite)  | 0,6–1,2 μm × 0,4–0,5 μm           | 0,8–2,0 μm × 0,4–0,5 μm | 1,5–3,0 × 0,6–0,8 μm | keine Angabe      |
| Wachstumstemperatur        | 1–37                              | 5–37                    | 5–30                 | 5–37              |
| Wachstum im MacConkey-Agar | -                                 | -                       | +                    | -                 |
| Enzymaktivität von Urease  | -                                 | -                       | +                    | -                 |
| Hydrolyse von Tween-80     | +                                 | + d                     | +                    | -d                |
| Nutzung von L-Arabinose    | -                                 | + d                     | -                    | schwach           |
| Nutzung von D-Mannose      | -                                 | + d                     | +                    | schwach           |
| GC-Gehalt der DNA in Mol % | 39,6–41,6                         | 38,5                    | 39,9                 | 28,8              |

Legende:
+; Test verläuft positiv, -; Test verläuft negativ
d; als einzige Kohlenstoffquelle

## Stoffwechsel
Das Bakterium C. aquaticum subsp. greenlandense benötigt Sauerstoff, es ist also aerob. Es ist auch in der Lage, unter Bedingungen mit sehr niedrigen Sauerstoffgehalt zu wachsen (mikroaerobes Wachstum). Des Weiteren ist es chemoorganotroph, es benötigt organische Stoffe zur Energiegewinnung und Wachstum. Es kann die Einfachzucker Glucose und Maltose als Nährstoffe nutzen.

## Systematik
Chryseobacterium aquaticum subsp. greenlandense wurde im Jahr 2009 erstbeschrieben. Die Abkürzung "subsp." (ausgeschrieben "subspecies") steht für Unterart. Zuerst wurde es als eigene Art beschrieben und erhielt den Namen Chryseobacterium greenlandense. Bei späteren Untersuchungen stellten sich starke Ähnlichkeiten des Bakteriums mit der Art Chryseobacterium aquaticum heraus, so dass es nun als Unterart von C. aquaticum geführt wird. Ein Unterscheidungsmerkmal ist die Nutzung der Einfachzucker L-Arabinose und D-Mannose. C. aquaticum ist hierzu in der Lage, die Unterart C. aquaticum subsp. greenlandense nicht.

## Ökologie
Chryseobacterium aquaticum subsp. greenlandense wurde bei innerhalb einer Bohrung im grönländischen Inlandeis in einer Tiefe von 3,043 m (das Greenland Ice Sheet Project 2, GISP2) gefunden. In dieser Bohrung wurden auch Paenibacillus sp., Arthrobacter sp., Microbacterium sp., Sphingomonas sp. und Pseudomonas sp. isoliert. Auch der Fund der neu beschriebenen Art Herminiimonas glaciei stammt aus dieser Bohrung. Es handelt sich oft um extrem kleine Zellen (Ultramikrobakterien), deren Volumen kleiner als 0,1 μm3 ist. Dies macht das Isolieren und kultivieren solcher Arten schwierig.
Gletschereis ist ein interessanter Ort für die Untersuchung von Ultramikrobakterien. Es handelt sich um eine extreme Umgebung mit niedrigen Nährstoffkonzentrationen und Temperaturen unter dem Gefrierpunkt. Man geht davon aus, dass Bakterien sich hier in kleinen mit Wasser gefüllten Gängen innerhalb des Eises leben. Hierbei müssen die Zellen kleiner als 2 μm sein. Eine andere Möglichkeit sind Flüssigkeitsfilme auf der Oberfläche von im Eis eingeschlossenen Mineralkörnern. Das hohe Alter der Proben gibt Informationen über das Überleben von Mikroorganismen über längere Zeiträume. Gletschereis ist auch im Interesse der Astrobiologie. So herrschen extreme Bedingungen, wie Temperaturen unter 0 °C, z. B. auch auf dem Mars oder verschiedenen Monden im Sonnensystem, wie z. B. der Jupitermond Europa. Psychrophile Organismen sind auch von Interesse für die Biotechnologie.